# Tainarys didyma
Tainarys didyma (лат.) — вид мелких полужесткокрылых насекомых рода Tainarys из семейства Aphalaridae. Название происходит от греческого слова δίδυμος (близнец, двойник), что указывает на поразительное морфологическое сходство с Tainarys schini.

## Распространение
Встречаются в Неотропике (Бразилия, Уругвай).

## Описание
Мелкие полужесткокрылые насекомые (длина около 2 мм). Внешне похожи на цикадок, задние ноги прыгательные. От грязно-беловатого до красновато-оранжевого цвета с хорошо контрастирующим рисунком от темно-коричневого до почти чёрного. Голова с большим круглым пятном на каждой половине темени. Глаза от сероватых до красноватых; оцеллии от оранжевого до красноватого. Наличник от темно-коричневого до почти чёрного; кончик рострума чёрный. 1-7-й членики усиков коричневые, 8-10-й чёрные. Переднеспинка с более крупной субсрединой и более мелкой сублатеральной темной точкой на каждой половине; вентральный край проплевритов с продольным узкоовальным темным пятном. Мезопрескутум с двумя косыми узкоовальными чёрными пятнами у переднего края, которые сходятся посередине; мезоскутум с четырьмя продольными черными полосами, две наружные с разрывом посередине; мезоплевра, каждая с чёрной точкой на спинке и на вентральной части; мезостернум темно-коричневый или чёрный. Заднеспинка неправильной формы темно-коричневая. Лапки коричневые. Жилки переднего крыла и узкие полосы вдоль жилок неравномерно светлее или темнее коричневого цвета. Тергиты и терминалы брюшка самцов темно-коричневые или чёрные; тергиты брюшка самки латерально и проктигер коричневые. Передние перепончатые крылья более плотные и крупные, чем задние; в состоянии покоя сложены крышевидно. Антенны короткие, имеют 10 сегментов; на 4-м, 6-м, 8-м и 9-м члениках имеется по одному субапикальному ринарию. Голова широкая. Голени задних ног с короной из нескольких равных апикальных склеротизированных шпор.
Взрослые особи и нимфы питаются, высасывая сок растений. В основном связаны с растениями семейства анакардиевые: Schinus engleri, Schinus ferox, S. longifolia. Вид был впервые описан в 2017 году швейцарским колеоптерологом Даниэлем Буркхардтом (Naturhistorisches Museum, Базель, Швейцария) и его бразильским коллегой Dalva Luiz de Queiroz (Коломбу, Парана, Бразилия).